# Бати Нев
Бати Нев (фр. Bâtie-Neuve) насеље је и општина у југоисточној Француској у региону Прованса-Алпи-Азурна обала, у департману Горњи Алпи која припада префектури Гап.
По подацима из 2011. године у општини је живело 2431 становника, а густина насељености је износила 86,85 становника/km². Општина се простире на површини од 27,99 km². Налази се на средњој надморској висини од 855 метара (максималној 2.420 m, а минималној 824 m).

## Демографија
| 1962. | 1968. | 1975. | 1982. | 1990. | 1999. | 2011. |
| ----- | ----- | ----- | ----- | ----- | ----- | ----- |
| 492   | 510   | 627   | 837   | 1.327 | 1.687 | 2.431 |

График промене броја становника у току последњих година